# 1944 (歌曲)
1944是乌克兰女歌手賈瑪拉自行創作的歌曲，單曲於2016年3月9日透過發行。歌曲贏得2016年《选拔2016》冠軍，代表乌克兰參與2016年在瑞典斯德哥尔摩舉辦的2016年歐洲歌唱大賽，並贏得了冠軍。這是乌克兰自2004年歐洲歌唱大賽，再次獲得冠軍。

## 製作與發行
1944於2016年3月9日透過發行，歌曲由賈瑪拉創作，編曲搭配著由阿拉姆·科斯塔迪安（Aram Kostandyan）演奏的杜讀管 以及Mugham。她用英語和克里米亞韃靼語演唱歌曲，並引用詩人阿特·安托尼扬（Art Antonyan）的詩句。這也是首支採用克里米亞韃靼語演唱的歐洲歌唱大賽作品。美联社評論這是首奇怪的歌曲，中速的流行曲調配上痛苦的歌詞。
歌曲講述1940年代苏联時期發生的克里米亞韃靼人強制流放，其靈感來自賈瑪拉曾祖母的經歷，她在20多歲時和五個孩子一起被強迫移居到中亞一帶，其中一個女兒在路途中失去了生命。賈瑪拉的曾祖父當時正在苏联红军參加第二次世界大战，無法保護自己的家庭。

## 欧洲歌唱大赛

### 國內選拔
烏克蘭曾因經濟問題放棄參賽2015年歐洲歌唱大賽。在2015年底，烏克蘭國家電視廣播公司（Suspilne）宣布回歸賽事，並與當地私人電視公司STB合作，舉辦參賽代表的甄選，晉級海選的選手們將前往位於霍斯托梅爾的工作室參與最終比賽《选拔2016》。賈瑪拉在眾多候選人中脫穎而出，她在2016年2月6日舉辦的全國第一場半決賽拿下評審委員和觀眾投票高分，成功進入全國決賽。決賽於2016年2月21日舉辦，賈瑪拉憑藉1944拿下評審第二、觀眾第一，總分和對手The Hardkiss樂團分數相當。根據賽制，最終勝負將由觀眾投票的名次決定。因此，獲得382,000總觀眾數37.77%民眾支持的賈瑪拉奪得比賽勝利，成為2016年歐洲歌唱大賽烏克蘭代表。
1944成為歐洲歌唱大賽參賽作品一事引起廣泛討論，由於歌曲講述克里米亞韃靼人強制流放，不少人認為這暗指了2014年發生的克里米亞危機。根據比賽規則「參賽作品和選手不得使用政治或類似性質的歌詞、演講、手勢」，對於爭議作品，歐洲廣播聯盟也會告知選手修改爭議內容，例如2005年的乌克兰參賽作品和2009年的格鲁吉亚參賽作品，而後者為維護作品選擇退出比賽。
賈瑪拉在接受採訪表示，她不想看到歷史重演，這首歌讓她想起住在克里米亞的家人，而自從俄羅斯併吞克米里亞以來，「不少克里米亞韃靼人的領土正被佔領」。雖然賈瑪拉曾回應歌曲並非關於現代克里米亞問題，但她在日後也提及歌曲不僅僅是關於過去，更是包含現在。不少評論和政治人物批評歌曲的政治意圖。英國廣播公司新聞在新聞標題上寫著「烏克蘭參賽作品針對俄羅斯」。卡内基国际和平基金会的研究員格温多林·萨斯認為歌曲指代入侵事件的意圖過於明顯，引用歷史事件的說詞明顯是避重就輕，可惜歐洲廣播聯盟的負責人不會承認文化歸文化，政治歸政治就是個笑話。部分俄罗斯政治人物，包含克里米亞當局都指責歌曲「冒犯俄羅斯」且「利用韃靼人的悲劇去加強歐洲民眾對於克里米亞俄羅斯人涉嫌騷擾當地韃靼人的負面觀感」。最終，歐洲廣播聯盟宣布1944不論是歌名還是歌詞都不具備「政治內容」，因此並無觸犯比賽規則仍可繼續參賽。時任俄罗斯国防安全委员会议员弗朗茨·克林塞維奇（Franz Klintsevich）在賽後表示贏得比賽的不是賈瑪拉和她的作品1944，而是政治。如果明年烏克蘭沒有任何改進，那我們也沒有參加的必要。德國《亮点》雜誌也同意多虧了政治訊息，賈瑪拉才能奪冠。

### 比賽表現
本屆歐洲歌唱大賽於瑞典斯德哥爾摩球形體育館舉行，1944經過「半決賽分配抽籤」被安排在5月10日舉行的第二場半決賽（Semi-final 2），演出序位14。賈瑪拉身著設計師伊萬·弗羅洛夫（Ivan Frolov）設計的藍色服飾佇立在鼓風機前激烈演唱著歌曲，她的四周布滿雷射和尖叫聲，展現出克里米亞韃靼人的命運。和來自英國《衛報》馬丁·貝拉姆（Martin Belam）都給予賈瑪拉的演出好評，貝拉姆表示它不僅有絢麗的燈光秀還有精湛的聲樂表演，將是當晚最好的演出。賈瑪拉以287分獲得第二場半決賽亞軍，成功進入決賽。
隨著投票制度改變，各國評分被分為「電視觀眾票選」及「專業評審委員」，使每個國家從最多給予12分改為給予24分。在14日的決賽，賈瑪拉以534分獲得2016年歐洲歌唱大賽冠軍，其評審得分211分，觀眾得分323分，是比賽最高評審得分和第二高觀眾得分。1944得分超越2009年冠軍亚历山大·雷巴克（童話）的387分，成為得分最高的歐洲歌唱大賽歌曲，該紀錄後來被明年冠軍萨尔瓦多·索布拉尔（Amar pelos dois）以758分擊敗。1944還榮獲馬塞爾·貝桑松獎「歌手獎」。

## 專業評價
稱讚歌曲有著優美的杜讀管、明亮的旋律和戲劇化的演出。法國電視一台的珍妮佛·勒西厄尔（Jennifer LeSieur）表示：「1944旋律優美但缺乏舞蹈設計，並非本屆最吸引人的作品，但它情感真摯，喚起了驅逐克里米亞韃靼人的回憶」。英國《衛報》的廣播員海蒂·史蒂芬斯（Heidi Stephens）形容歌曲就像是Phats & Small看完史達林入侵條目寫出的作品。Wiwibloggs的內部評審團也持相同意見，給予歌曲7.88/10分，評審團稱歌曲獨一無二，它打破傳統，將克里米亞韃靼音樂與靈魂樂和节奏布鲁斯結合再一起。然而，扣除背景故事這首歌顯得有先無趣，尤其是歌曲前半段。
將歌曲列為「2010年代百大歐洲歌唱大賽歌曲」第4名，評論稱這首Mugham既是搖籃曲也是哀戚的祈禱，賈瑪拉透過1944向每個流離失所的人們說著大家就快要回家了。這首歌不僅是政治也是歷史，是眾人的痛苦歌聲也是希望之聲，而隨著克里米亚再次被占領，1944傳遞的情感更為強烈。《獨立報》的班·凱利（Ben Kelly）將歌曲列在「歷屆歐洲歌唱大賽冠軍歌曲排行」第20名，稱它為最有政治目的的作品，然而賈瑪拉的歌聲在神遊舞曲與傳統音樂的襯托下顯得格外沉重。而在《衛報》的「歷屆歐洲歌唱大賽冠軍歌曲排行」中，記者亚历克西斯·佩特里蒂斯（Alexis Petridis）將其排在第3名，佩特里蒂斯表示這是首奇妙的歌曲，深受二步舞曲影響的旋律配上宏偉和唱、低調情緒化的氛圍簡直完美。

## 曲目列表
| 數位下載 | 數位下載 | 數位下載 |
| 曲序     | 曲目     | 时长     |
| -------- | -------- | -------- |
| 1.       | 1944     | 3:00     |

| 數位下載 | 數位下載                 | 數位下載 |
| 曲序     | 曲目                     | 时长     |
| -------- | ------------------------ | -------- |
| 1.       | 1944 (Symphonic Version) | 4:04     |

| 數位下載 | 數位下載                              | 數位下載 |
| 曲序     | 曲目                                  | 时长     |
| -------- | ------------------------------------- | -------- |
| 1.       | 1944 (Roy Malakian Full Vocal Remix)  | 5:06     |
| 2.       | 1944 (Roy Malakian Radio Vocal Remix) | 3:32     |

## 榜單表現
| 排行榜（2016年）                 | 排名 |
| -------------------------------- | ---- |
| 奧地利（Ö3四十強單曲榜）         | 54   |
| 比利时佛兰德（Ultratip）         | 13   |
| 獨立國協（Tophit電台榜）         | 129  |
| 芬蘭（芬蘭官方電台榜）           | 64   |
| 法國（法國唱片出版業公會單曲榜） | 49   |
| 匈牙利（四十強單曲榜）           | 40   |
| 瑞典（瑞典最熱榜）               | 33   |
| 瑞士（瑞士热门音乐榜）           | 73   |
| 烏克蘭（Tophit電台榜）           | 7    |
| 排行榜（2022年）                 | 排名 |
| 立陶宛（AGATA）                  | 8    |

| 榜單（2016年）         | 排名 |
| ---------------------- | ---- |
| 烏克蘭（Tophit電台榜） | 18   |